# Reação de Reformatsky
A reação de Reformatsky (algumas vezes escrita reação de Reformatski ou Reformatskii) é uma síntese orgânica que condensa aldeídos 1 ou cetonas com ésteres 2 de α-halo com zinco metálico para formar ésteres de nomenclatura 3. Foi descoberta pelo químico russo Serguéi Nikoláievich Reformatski.
O reagente organozinco, também chamado enolato de Reformatski, é preparado com um éster alfa-halo com pó de zinco. Os enolatos de Reformatski são menos reativos que os enolatos de lítio ou que os reagentes de Grignard.
Algumas revisões foram publicadas.